# Suh Jung-Tae
Suh Jung-Tae est un peintre coréen du XXe siècle, né en 1952.

## Biographie
Depuis 1980, Suh Jung-Tae participe régulièrement à des expositions collectives à Séoul, notamment à la foire de cette ville. En 1986, 1989, 1991 à National Art Museum of Moderne Art de Kwan-Chun.
Il montre ses œuvres dans des expositions personnelles à Séoul. Il reçoit de nombreux prix, le plus souvent du musée national d'Art moderne de Séoul.
Usant d'encre et couleurs sur papier de Chine, il réalise des peintures teintées de mystère, dans un esprit marqué par le Chamanisme, au fort contraste coloré. Bleu, rouge, noir se confrontent dans un monde peuplé d'animaux, de fleurs, du soleil et de la lune, de formes biomorphiques, où les forces de la nature cohabitent.